# Nukini
I Nukini  sono un gruppo etnico del Brasile che ha una popolazione stimata in 622 individui (2010).

## Lingua
Parlano la lingua Nukini, lingua che appartiene alla famiglia linguistica pano. In alcuni testi storici sono stati denominati anche con i nomi di Inucuini, Nucuiny, Nukuini, Nucuini, Inocú-inins e Remo. A parlare la lingua nukini ormai sono solo i membri più anziani mentre le giovani generazioni utilizzano per lo più il portoghese.

## Insediamenti
Vivono nello stato brasiliano di Acre, lungo i fiumi Timbaúba, Meia Dúzia, República e Capanawa e sulla riva sinistra del fiume Môa. La maggior parte della comunità si trova all'interno del territorio indigeno omologato ed assegnato ai Nukini, nel comune di Mâncio Lima (533 persone nel 2003). Altri membri si trovano in località quali Cruzeiro do Sul, Rodrigues Alves e Rio Branco.

## Gruppi
L'etnia Nukini è suddivisa in 4 clan:
- Inubakëvu ("popolo del giaguaro maculato")
- Panabakëvu ("popolo della palma assai"; assai è un genere di palma Euterpe)
- Itsãbakëvu ("popolo della palma patoá")
- Shãnumbakëvu ("popolo del serpente")

Tuttavia, la maggior parte delle giovani generazioni non è nemmeno a conoscenza di tali suddivisioni sociali e i matrimoni tra i membri del gruppo tendono a non seguire le regole impartite dalle vecchie generazioni.